# Faros escamoteables

Faros escamoteables de un Mazda 323F

Los faros escamoteables son una característica de diseño automovilístico que permite esconder los faros de un automóvil cuando no están en uso. Dependiendo del diseño, los faros pueden estar montados en un alojamiento que rota para ajustarse al frontal del vehículo, como en el Porsche 928; pueden retraerse dentro del capó o de las aletas como en los Chevrolet Corvette desde 1963 hasta 2004; o bien puede sobreponerse a los faros una rejilla móvil o rotativa como en el Dodge Charger de 1966. 
Los primeros faros escamoteables aparecieron en el Alfa Romeo 8C 2900 A de 1936 y en el Cord 810 de 1936. Cada unidad tenía una manivela al lado del salpicadero siempre que se necesitara iluminación exterior.
Los pioneros en faros escamoteables motorizados fueron General Motors Corporation y su prototipo Buick Y-Job de 1938 y fueron brevemente usados por Chrysler Corporation en su modelo de 1942 DeSoto. La popularidad de los faros ha variado a lo largo del tiempo. Recobraron popularidad allá por finales de los años 60, especialmente en el mercado norteamericano, dónde no se permitía la instalación de faros con perfil aerodinámico. Una relativa gran variedad de coches incorporaron faros escamoteables hasta principios de los 90. Actualmente se encuentran en desuso.
Numerosos fabricantes tuvieron que recurrir a los faros escamoteables para poder cumplir las normas sobre altura de los faros instauradas en los Estados Unidos. Por ejemplo, Toyota exportó su versión de faros retraíbles del AE86, conocido en su mercado nacional como Sprinter Trueno en lugar del modelo Toyota Corolla Levin, ya que el primero tenía los faros delanteros a mayor altura, lo suficiente como para cumplir las normas, en lugar de elevar la carrocería, lo que llevaría a empeorar la maniobrabilidad.
Las leyes estadounidenses ahora permiten los faros aerodinámicos, con respecto a los cuales los faros escamoteables representan un coste añadido, mayor peso, complejidad y un elemento de frecuentes averías cuando el vehículo envejece. Las normas internacionales ECE han incorporado recientemente normas con respecto a la protección de los viandantes, por lo que se restringen las protuberancias sobre las carrocerías, haciendo más caro y difícil diseñar unos faros escamoteables.
La última vez en la que aparecieron faros escamoteables en un automóvil de producción en masa fue en 2004, cuando el Lotus Esprit y el Chevrolet Corvette C5 dejaron de fabricarse.

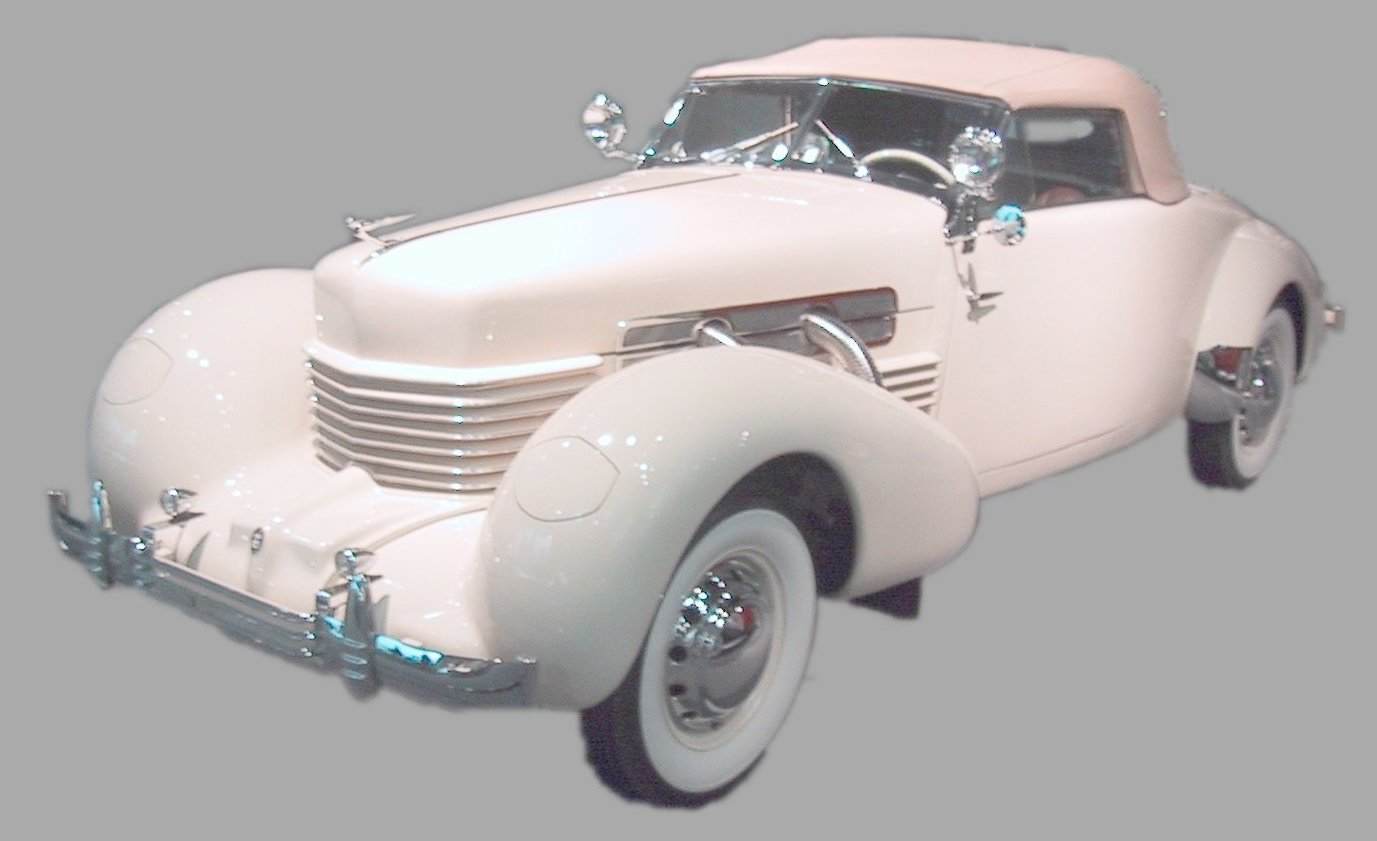
Cord 812 de 1937
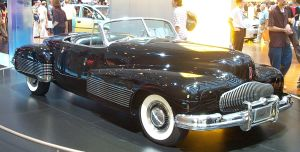
Buick Y-Job de 1938
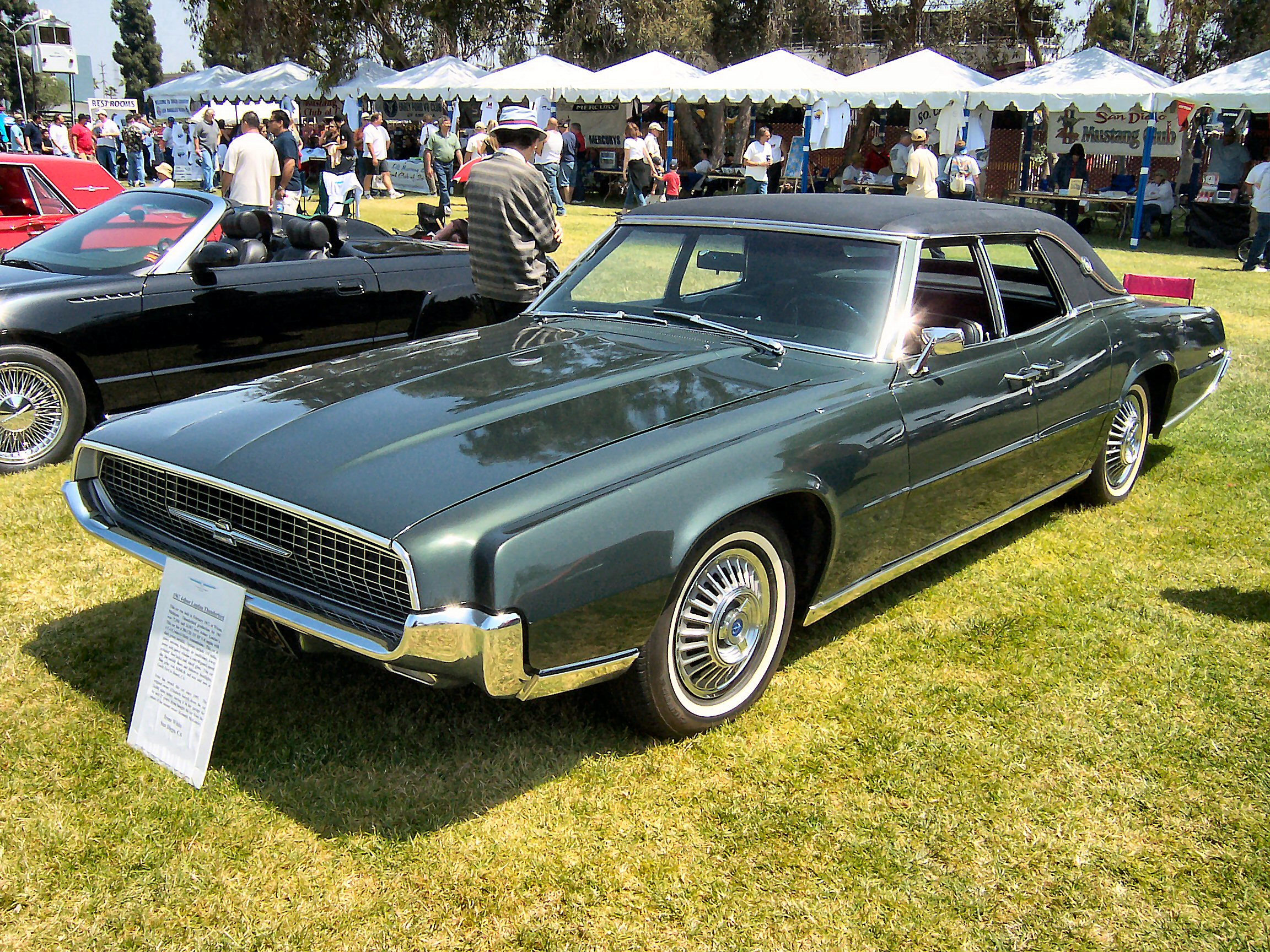
Ford Thunderbird de 1967
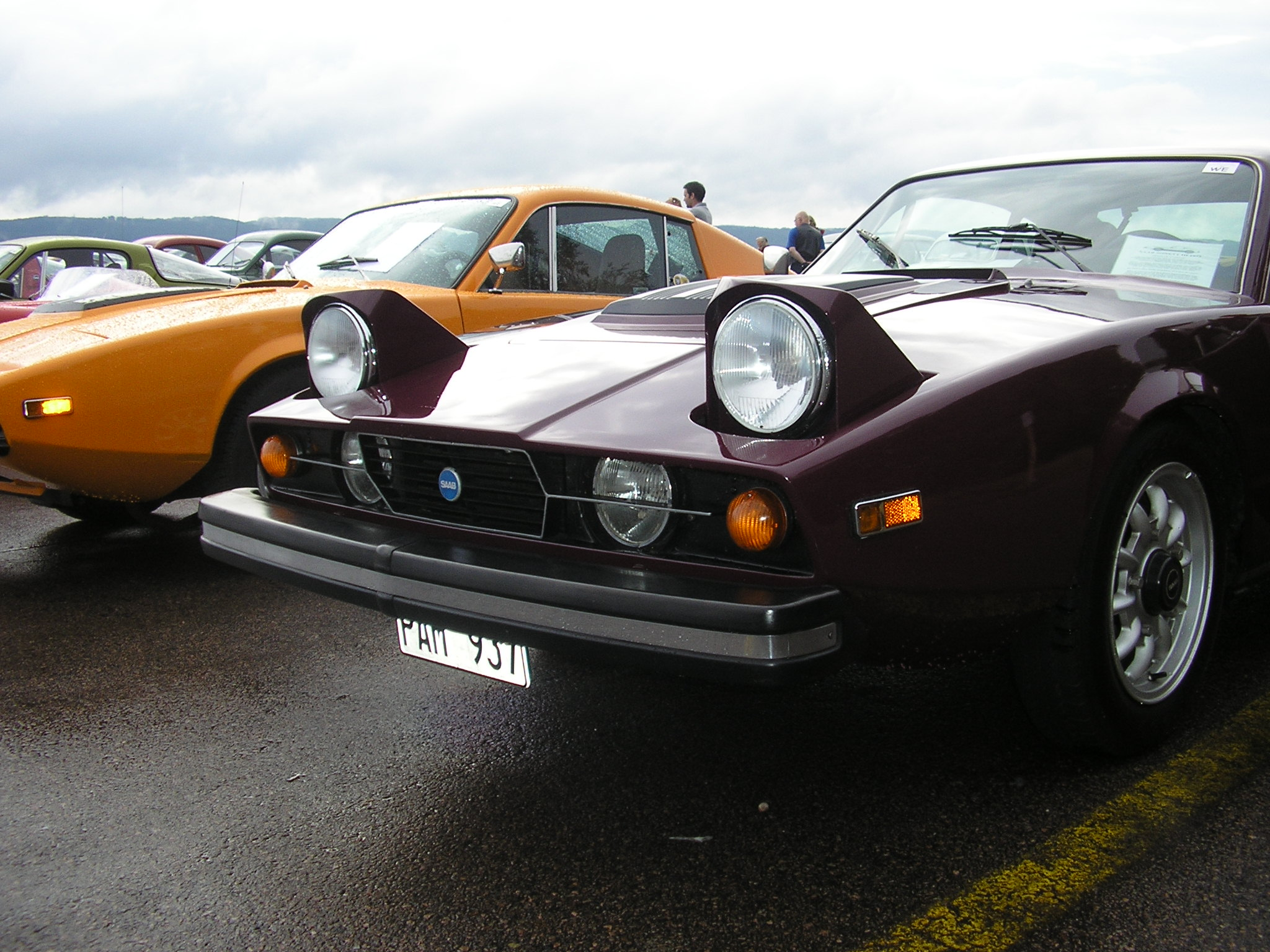
SAAB Sonett III de 1973
Mazda 323F
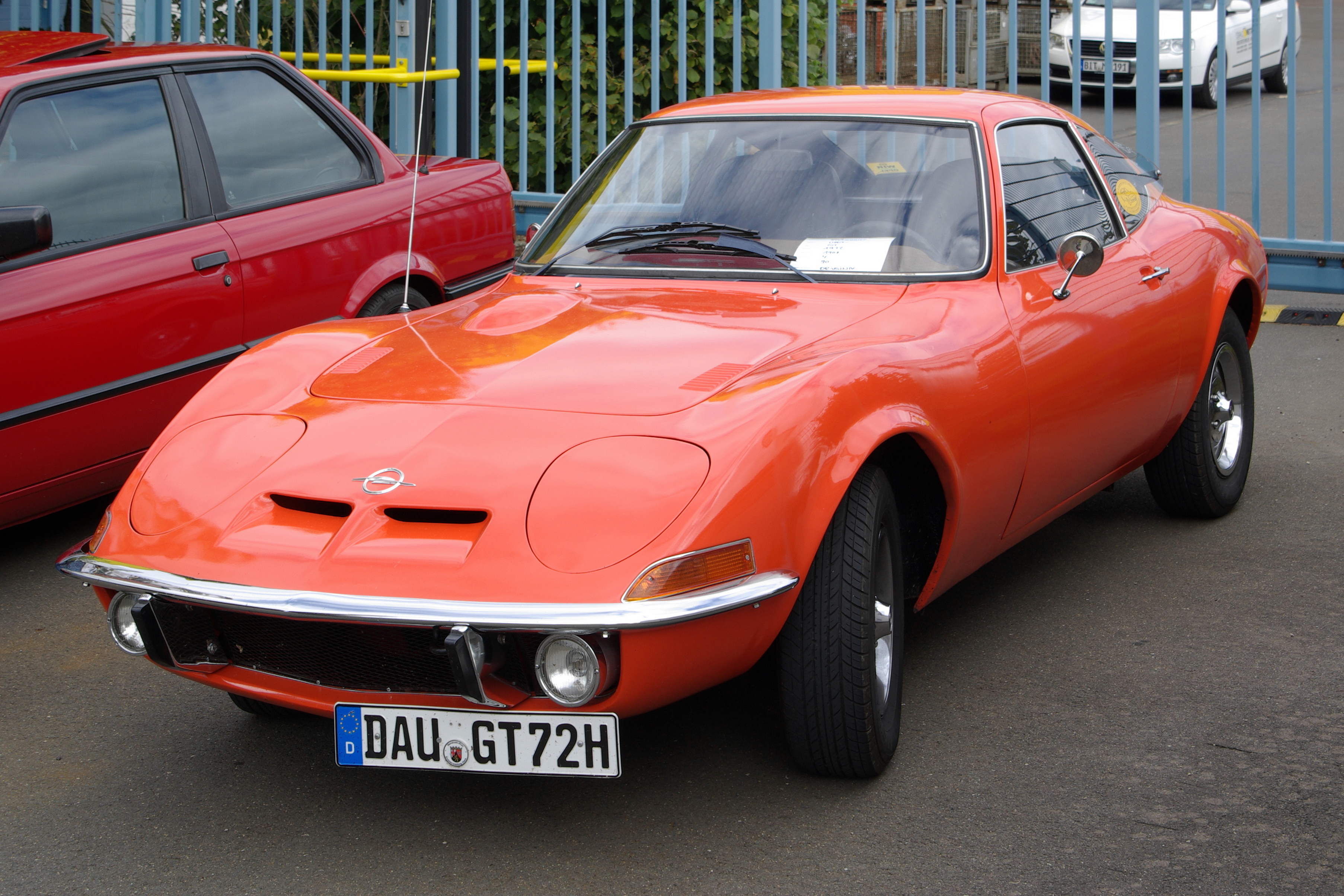
Opel GT
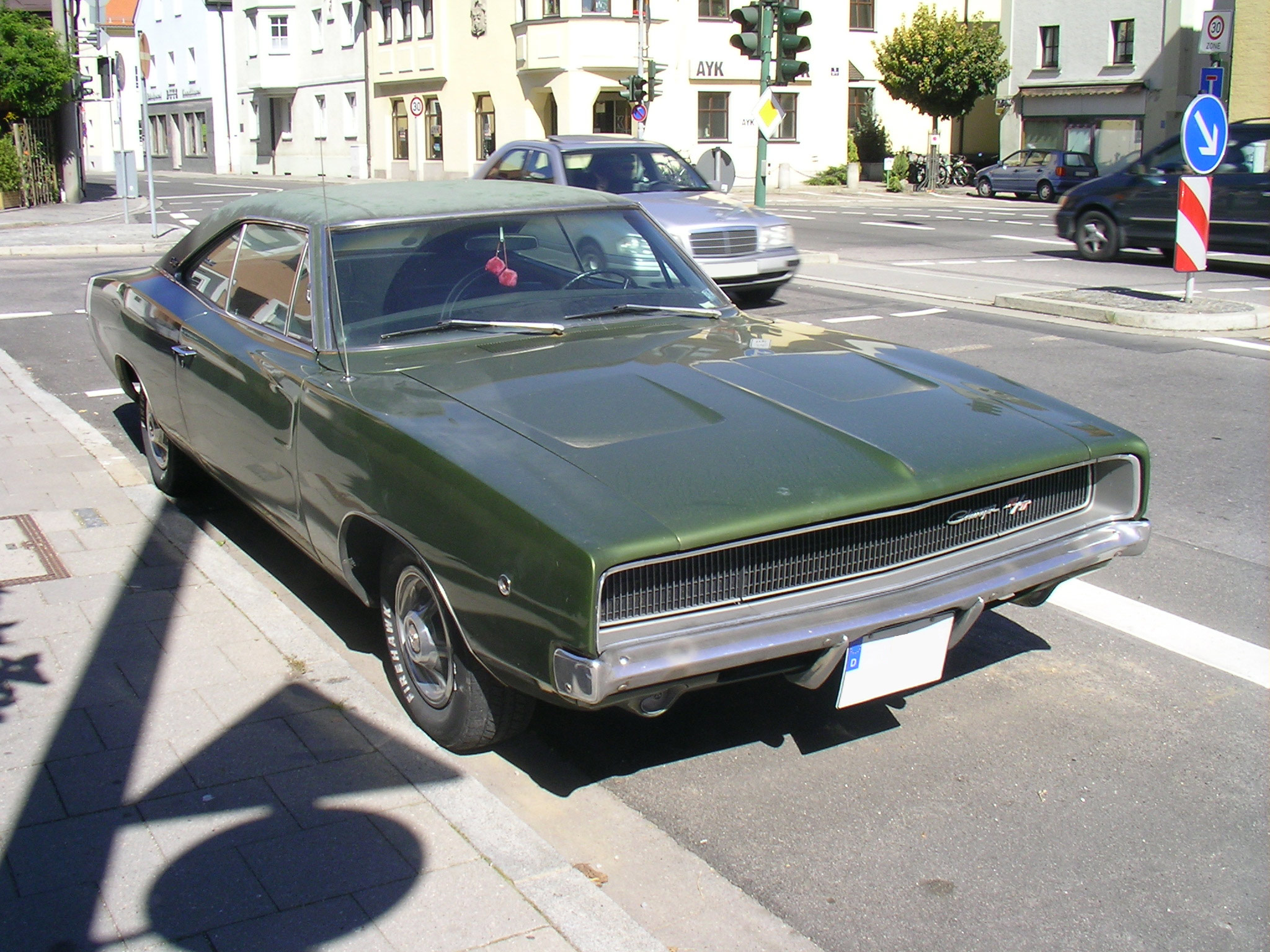
Dodge Charger de 1968
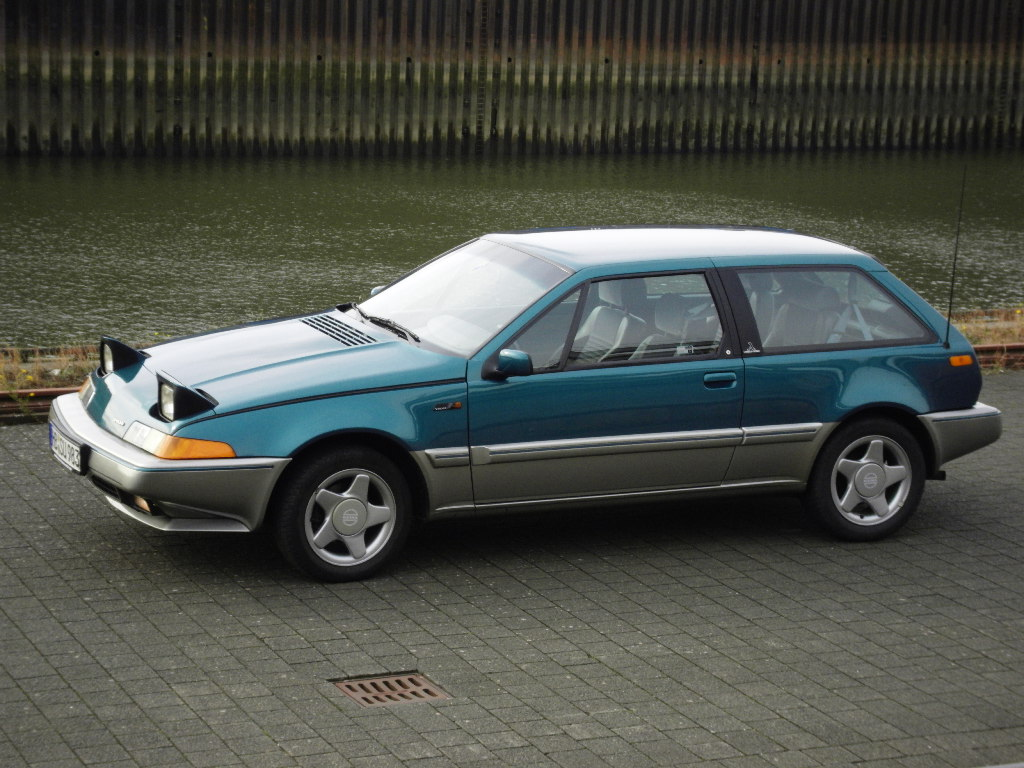
Volvo 480

## Lista de coches con faros escamoteables
| - Acura/Honda Integra, 1986-1989 - Acura/Honda NSX, 1990-2002 - Alfa Romeo Montreal, 1970-1977 - Alpine A610 - Aston Martin Lagonda, 1976-1989 - Aston Martin Vantage Zagato Volante, 1986-1989 - Aston Martin Bulldog, 1980 - Asüna Sunfire, 1993 - Bitter CD, 1973 - Bitter SC, 1979 - Bricklin SV-1, 1974-1976 - BMW serie 8, 1989-1999 - BMW GINA, 2008 - BMW M1, 1978-1981 - Buick Reatta, 1988-1991 - Buick Riviera, 1965-1969 - Buick SkyHawk, 1982-1988 - Buick Y-Job, 1938 - Cadillac Eldorado, 1967-1968 - Chevrolet Camaro, 1967-1969 (Opcionales) - Chevrolet Caprice, 1968-1969 (Opcionales y extraños) - Chevrolet Corvette, 1963-2004 - Chrysler 300, 1968-1971 - Chrysler Imperial, 1990-1993 - Chrysler LeBaron, 1987-1992 (Solo para cupé y convertible) - Chrysler New Yorker Fifth Avenue, 1990-1993 - Chrysler New Yorker, 1976-1981 y 1988-1993 - DeSoto, 1942 - De Tomaso Mangusta, 1970-1971 (Versión para América) - De Tomaso Pantera, 1971-1974 - De Tomaso Guarà, 1993-2004 - Dodge Charger, 1966-1970, (Opcionales en 1971 y 1972) - Dodge Charger Daytona, 1969-1970 - Dodge Daytona, 1987-1991 - Dodge Magnum, 1978-1979 (Cubiertas transparentes) - Dodge Monaco, 1972-1973 - Dodge Royal Monaco, 1976-1978 - Dodge Stealth, 1991-1993 - Dodge St. Regis, 1979-1981 (Cubiertas transparentes) - Eagle Talon, 1990-1991 - Ferrari 288 GTO, 1984-1985 - Ferrari 308 GTB, 1975-1984 - Ferrari 328, 1985-1989 - Ferrari 348, 1989-1995 - Ferrari 365 California Spyder, 1966-1967 - Ferrari F355, 1994-1999 - Ferrari 400/412, 1976-1989 - Ferrari 456/456M, 1992-2003 - Ferrari Berlinetta Boxer, 1973-1984 - Ferrari Daytona, 1970-1976 - Ferrari GT4, 1974-1980 - Ferrari Mondial, 1980-1995 - Ferrari Testarossa y 512TR, 1984-1994 - Fiat X1/9, 1973-1988 (También conocido como Bertone X1/9) - Ford Galaxie, 1968-1970 - Ford LTD, 1968-1970 - Ford LTD Landau, 1975-1978 - Ford Probe, 1989-1997 - Ford Ranchero, 1970 (Sólo GT) - Ford Thunderbird, 1967-1969 y 1977-1982 - Ford Torino Brougham, 1970 - Geo Storm, 1991 - Honda Accord, 1986-1989 - Honda Integra, 1986-1989 - Honda Prelude, 1983-1991 - Imperial, 1969-1975 y 1981-1983 - Isuzu Piazza, 1981-1987 - Jaguar XJ220, 1992-1994 - Lamborghini Athon, 1980 - Lamborghini Bravo, 1974 - Lamborghini Countach, 1974-1990 - Lamborghini Diablo, 1990-1998 - Lamborghini Islero, 1968-1969 - Lamborghini Jalpa, 1981-1988 - Lamborghini Jarama, 1970-1976 - Lamborghini Urraco, 1973-1979 - Lamborghini Marco Polo, 1982 - Lamborghini Miura, 1966-1973 - Lamborghini Silhouette, 1976-1979 - Lamborghini Urraco, 1970-1979 - Lancia Montecarlo, 1975-1979 - Lancia Stratos, 1972-1973 | - Lincoln Continental, 1970-1981 - Lincoln Mark series, 1968-1983 - Lister Storm, 1993-1999 - Lotus Eclat, 1974-1982 - Lotus Elan, 1962-1973, Lotus Elan +2 1967-1975, - Lotus Elan M100 1989-1995 - Lotus Elite, 1974-1982 - Lotus Esprit, 1976-2004 - Lotus Excel, 1982-1992 - Manta Mirage, 1974-1986 - Maserati Bora, 1971-1980 - Maserati Ghibli, 1966-1973 - Maserati Indy, 1969-1974 - Maserati Khamsin, 1974-1982 - Maserati Merak, 1972-1982 - Matra Bagheera, 1973-1980 - Matra Murena, 1980-1983 - Mazda 929 (Algunos modelos) - Mazda AZ-550 Sports Type A, 1989 - Mazda Familia Astina, 1989-1994 - Mazda MX-5 Miata, 1989-1997 - Mazda RX-7, 1978-2002 - Mercury Cougar, 1967-1970 - Mercury Capri, 1991-1994 (Tercera generación) - Mercury Marquis, 1969-1978 - Mercury Montego, 1970 (Algunos modelos) - Mitsubishi 3000GT, 1991-1993 - Mitsubishi Eclipse, 1990-1991 - Mitsubishi Starion, 1982-1990 - Nissan Silvia/Nissan 200SX(S12), 1983-1989 - Nissan 180SX/Nissan 200SX/Nissan 240SX(S13), 1989-1994 - Nissan 300ZX, (Z31), 1984-1989 - Nissan Pulsar/N12 NX/N13 NX/N13 EXA, 1983-1990 - Oldsmobile Toronado, 1966-1969 and 1986-1992 - Opel GT, 1968-1973 - Plymouth Fury, 1970-1971 - Plymouth Fury III, 1972 (Opcionales) - Plymouth Laser, 1990-1991 - Plymouth Superbird, 1970 - Pontiac Fiero, 1984-1988 - Pontiac Firebird, 1982-2002 - Pontiac Grand Prix, 1967-1968 - Pontiac GTO, 1968-1969 - Pontiac Sunbird SE/GT 1986-1993 - Porsche 911 'Slantnose', 1985-1989, 'Flatnose', 1994 (También conocido como 930S) - Porsche 914, 1969-1976 - Porsche 924, 1976-1988 - Porsche 928, 1978-1995 - Porsche 944, 1982-1991 - Porsche 968, 1991-1994 - Quantum Sports Cars 2+2, 1993-hoy - Saab Sonett III, 1970-1974 - Saturn SC2, 1991-1996 - Subaru XT 1985-1991 - Škoda 1100 GT, 1970 - Škoda 110 Super Sport "Vampire the Ferat", 1971 - Tatra MTX V8, 1991 - Toyota 2000GT, 1967-1970 - Toyota Celica, 1982-1993 - Toyota Corolla, 1983-1991 (GT-S y SR-5 Sport) - Toyota MR2, 1984-1999 - Toyota Sprinter Trueno, 1983-1992 - Toyota Supra, 1982-1992 - Triumph TR7/TR8, 1975-1982 - TVR Tasmin/280i/450 SEAC, 1981-1989 - Venturi Atlantique 300, 1987-1999 - Volvo 480, 1986-1995 - Vector M12, 1995-1999 - Vector W8, 1989-1993 - Zimmer Quicksilver, 1986-1989 |

## Otros vehículos con faros escamoteables
Motocicletas

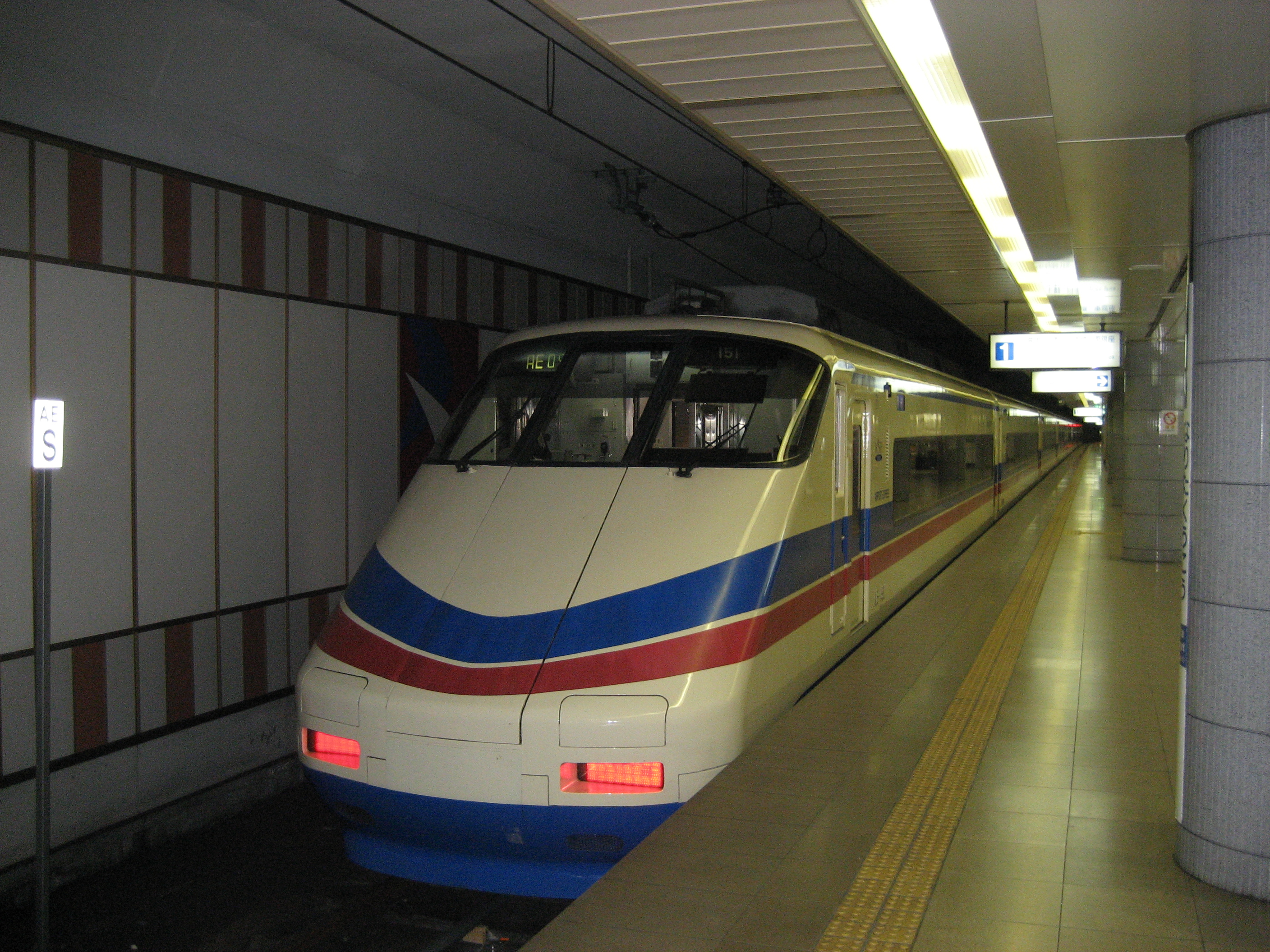
Keisei AE-100 Skyliner.

- Honda Spacy 125 Striker, 1983-1986
- Suzuki GSX750S (Katana), 1984-1985

Trenes
- Keisei Electric Railway AE100 (Skyliner), 1990-

Bicicletas
- Bridgestone Young Way Monte Carlo, 1979